# Rubella Ballet
I Rubella Ballet, originariamente Rubella Babies, sono un gruppo musicale inglese anarcho punk / gothic rock provenienti da Londra ed attivi principalmente tra il 1979 ed 1991. Il gruppo si riformò poi nel 2000.

## Storia
I Rubella Ballet, nacquero con il nome di Rubella Babies ed erano inizialmente formati dal batterista Sid Ation, dall'ex chitarrista dei Fatal Microbes Dan Sansom che suonava con lo pseudonimo di Pete Fender, Gemma Sansom aka Gem Stone al basso e It aka Quentin North al secondo basso, con le cantanti Annie Anxiety e Womble. Annie, Womble e It furono coinvolti solo inizialmente, se ne andarono e furono sostituiti dalla cantante Zillah Minx. Fender e Stone erano il figlio e la figlia di Vi Subversa, cantante delle Poison Girls. La band ha utilizzato l'attrezzatura delle Poison Girls per suonare e scrivere canzoni e la loro prima esibizione fu proprio assieme ai Crass ed alle Poison Girls. Il primo vero concerto della band è stata una raccolta fondi per il Theatre Royal di Stratford, che si concluse con una rivolta.

## Formazione
Attuale
- Sid Truelove
- Zillah Minx

Membri passati
- Gem Stone
- It
- Annie Anxiety
- Womble
- Sean
- Adam
- Rachel Minx
- Steve Cachman
- Pete Fender
- Phil
- Paris Ite

## Discografia

### Album
- 1981 - Ballet Bag
- 1985 - At Last Its Playtime
- 1986 - IF
- 1990 - At The End Of The Rainbow
- 2014 - Planet Punk

### Singoli ed EP
- 1982 - Ballet Dance
- 1984 - 42f
- 1985 - Money Talks
- 1986 - Arctic Flowers